# Радио Милева (4. сезона)
Четврта сезона хумористичке телевизијске серије Радио Милева емитована је од 31. децембра 2023 до 16. фебруара 2024. на РТС 1. Четврта сезона се састоји од 40 епизода. 

## Радња
У новој сезони, Милевине планове да испуни своје време када не решава комшијске заврзламе је воде до одлуке да постане терапеут, затим конобар, па између осталог и масон. Наталијин живот се мења, заправо њени љубавни избори утичу на то да се фокусира на своје истинске жеље, а то је да буде вољена и љубавно испуњена. Соња уписује жељени факултет и то се одражава на њену личност. Сада је зрелија, самосвеснија, самоуверенија, али пошто ивер не пада далеко од кладе спремна је да са баком Милевом окрене зграду наопачке.
“Радио Милева” је жива, лака, једноставна и динамична комедија која се бави темама као што су несклад међу генерацијама, сукоб различитих нарави и преплитањем ситуационе и вербалне комике. У новим епизодама ти елементи су обогаћени додатном дозом провокативности.

## Епизоде
| Бр. еп. (укупно) | Бр. еп. (у сезони) | Наслов | Редитељ     | Сценариста                  | Премијера          |
| --- | ------------------ | ------ | ----------- | --------------------------- | ------------------ |
| 96 | 1                  |        | Елмир Јукић | Маријана Чулић Вићентић     | 31. децембар 2023. |
| Др Марић моли Магдалену да промени своје понашање: да не тражи мушкарце за везу и да буде снажна и самостална жена. Соња је кренула на факултет и вредно и марљиво учи али Наталији и Милеви је то сумњиво. Магдалена ступа у везу с Леоном на кога пребацује своје дугове што се Милеви нимало не свиђа... |                    |        |             |                             |                    |
| 97 | 2                  |        | Елмир Јукић | Маријана Чулић Вићентић     | 1. јануар 2024.    |
| Конобарица Сара је заљубљена у Васу. Она оде код психијатра, доктора Марића, да јој помогне да се некако ослободи од те опсесије Васом. Милева жели да сазна све детаље о Сариној заљубљености у Васу. Доктор Марић је незадовољан, јер сви станари зграде желе да им он решава емотивне проблеме. Он помисли да би било добро да Милева преузме тај задатак на себе, јер је упозната са свим тајнама комшија.                                               |                    |        |             |                             |                    |
| 98 | 3                  |        | Елмир Јукић | Огњен Обрадовић             | 2. јануар 2024.    |
| Васа хоће да начини конобарицу Сару љубоморном, па се удвара фризерки Јеци. Милева је преузела на себе психијатријске послове које је обављао доктор Марић. Услед превелике заузетости, доктор Марић је свој посао, психијатра, пребацио на Милеву. Јеца, која је заљубљена у сликара Леона, не жели да јој помаже Милева, јер је сувише груба. |                    |        |             |                             |                    |
| 99 | 4                  |        | Елмир Јукић | Огњен Обрадовић             | 3. јануар 2024.    |
| Милевина ћерка Наталија незадовољна је својом околином. Наталија ради као наставница у школи и никако не може да поправи квалитет свог живота. С друге стране, управник зграде, Стеван Лисичић, износи своја страхове од грађевинске мафије. Лисичић се плаши инвеститора за које мисли да се спремају да сруше њихову зграду. Он претпоставља да за ту мафију ради њихова нова комшиница, Мирела, која ради у маркетиншкој агенцији.                        |                    |        |             |                             |                    |
| 100 | 5                  |        | Елмир Јукић | Огњен Обрадовић             | 4. јануар 2024.    |
| Нова Милевина комшиница, Мирела, ради у маркетиншкој агенцији. Мирели је за нову рекламу потребна глумица која није позната, да би рекламирала шампон за косу. Милева претпоставља да би управо она могла да буде прави избор за ту улогу. Мисли да је дошло њених пет минута. Фризерка Јеца не дели њен ентузијазам. Предлаже јој да би јој било боље да узме перику и да се не заноси идејом да може да учествује у реклами.                               |                    |        |             |                             |                    |
| 101 | 6                  |        | Елмир Јукић | Огњен Обрадовић             | 5. јануар 2024.    |
| Микица и Наталија су одлучили да буду пар. Неодлучни су да то објаве својој околини јер не знају каква ће бити њихова реакција. Међутим, њиховим мајкама, Милеви и Цвети, допада се да Микица и Наталија буду заједно. Радују се, јер би се на тај начин ородиле. Њих две се договоре да никако не би требало да пожурују своју децу и да се мешају у њихов однос. Све би требало да се одвија природно, кажу Милева и Цвета, али врло брзо промене мишљење. |                    |        |             |                             |                    |
| 102 | 7                  |        | Елмир Јукић | Огњен Обрадовић             | 6. јануар 2024.    |
| Да би избегли да им мајке, Цвета и Милева, одређују сваки корак, Микица и Наталија фингирају да су раскинули тек започету љубавну везу. Кришом од мајки њих двоје се састану у Наталијиној соби. Милева је уверена да је Наталија у депресији, па замоли комшију, сликара Леона, да флертује са њеном ћерком не би ли је мало орасположио. |                    |        |             |                             |                    |
| 103 | 8                  |        | Елмир Јукић | Зорица Цвијетић             | 7. јануар 2024.    |
| Милева каже доктору Марићу да хоће да постане масон. Изненада јој је синула та идеја. Претпоставља да јој је то дошло на ум јер је усамљена. Њена ћерка Наталија и унука Соња немају времена да се друже са њом. Доктор Марић је одвлачи од те идеје. Сматра да Милева ништа не зна о тој организацији. Каже да ће јој дати лек, али Милева мисли да ће прави лек за њу бити њена масонска браћа.                                                            |                    |        |             |                             |                    |
| 104 | 9                  |        | Елмир Јукић | Огњен Обрадовић             | 8. јануар 2024.    |
| Милева је изненађена тиме што се њена ћерка Наталија вратила с посла у изузетно добром расположењу. Наталија је окренута ка оптимистичкој будућности и не занима је шта се догађа са комшијом Микицом, са којим је до недавно била у емотивној вези. С друге стране, психијатар Сава Марић пролази кроз психичку кризу, јер сања да је нагло остарио. Саву додатно нервира и то што се Милева лажно представља као психотерапеут.                            |                    |        |             |                             |                    |
| 105 | 10                 |        | Елмир Јукић | Сташа Петровић              | 9. јануар 2024.    |
| Управник зграде Стеван Лисичић донео је својој жени Марти телеграм. У телеграму је честитка за рођендан и љубавна порука коју је Марти неко послао. Испостави се да је ту поруку Марти послао Киза којег је познавала у младости. Марта хоће да прослави рођендан, али се Стеван противи томе. Она га ипак убеди да организује рођенданску забаву у њиховом стану. На Мартином рођендану сретну се Наталија и Микица чија је емотивна веза нарушена.         |                    |        |             |                             |                    |
| 106 | 11                 |        | Елмир Јукић | Сташа Петровић              | 10. јануар 2024.   |
| Испред зграде чији је управник, Стеван Лисичић наиђе на ватру око које је нацртан пентаграм. Лисичић је уверен да је то дело неке секте која дозива судњи дан. Стеванова жена, Марта, не верује у ту причу, већ се радује њиховој годишњици брака. Стеван је кренуо у истрагу - ко је то запалио ватру с намером да практикује сатанистички ритуал. |                    |        |             |                             |                    |
| 107 | 12                 |        | Елмир Јукић | Сташа Петровић              | 11. јануар 2024.   |
| Милева и њена комшиница Цвета су се посвађале. Њихов конфликт се продуби када се њих две пријаве за ријалити у којем се актери такмиче у преживљавању. Веома су мотивисане и вредно тренирају. Цвети помаже Лола Марјановић, која је веома верзирана за успех у свету ријалитија, јер је већ учествовала у том такмичењу. И фризерка Јеца би желела да се пријави за тај ријалити.                                                                           |                    |        |             |                             |                    |
| 108 | 13                 |        | Елмир Јукић | Жељко Хубач                 | 12. јануар 2024.   |
| Атрактивна Мирела, која води маркетиншку агенцију, тражи од Милеве савет где да организује прославу за своје пробирљиве клијенте. Предуслов је да то буде еколошки адекватан простор. Милева јој предложи да то може да буде у кафићу "Таволино“, који води Дача. За ту сврху Мирела предложи Дачи да његов кафић преименује у "Еколино“. |                    |        |             |                             |                    |
| 109 | 14                 |        | Елмир Јукић | Жељко Хубач                 | 13. јануар 2024.   |
| Милева у постави старог капута свог покојног мужа, Лепомира, пронађе његов тајни дневник. У дневнику Лепомир пише о својој фасцинацији другом женом – Цветом, која је заправо Милевина комшиница и најбоља пријатељица. Милева, у бесу, поцепа тај дневник. Пијана Милева помисли да је Цветин син, Микица, заправо ванбрачно дете њеног Лепомира. |                    |        |             |                             |                    |
| 110 | 15                 |        | Елмир Јукић | Зорица Цвијетић             | 14. јануар 2024.   |
| Милева и њена комшиница Цвета су у великој свађи. Милева је оптужује да је имала љубавну аферу са њеним покојним мужем, Лепомиром. Да би развејала све сумње у вези са тим да је Цветин син, Микица, Лепомирово ванбрачно дете, Милева иницира организовање ДНК анализе која ће показати да ли су Микица и њена ћерка Наталија брат и сестра. |                    |        |             |                             |                    |
| 111 | 16                 |        | Елмир Јукић | Огњен Обрадовић             | 15. јануар 2024.   |
| Узрујана Соња уђе у стан убеђена да је у приземљу видела духа. Њена мајка, Наталија, јој не верује и мисли да се Соња дрогира. Соњина бака, Милева, сумња да је то заправо дух њеног покојног мужа Лепомира који је дошао да јој се освети. Комшиница Цвета поверује Милеви и мисли да духови нападају њихову зграду, јер је изграђена на турском гробљу. |                    |        |             |                             |                    |
| 112 | 17                 |        | Елмир Јукић | Зорица Цвијетић             | 16. јануар 2024.   |
| Милевина ћерка Наталија пролази кроз љубавне дилеме. Константно јој се удвара наставник математике, Мата, а њен комшија Микица је заљубљен у њу иако је њихова љубавна веза завршила у ћорсокаку. Наталија жели да неко време паузира са Микицом и предложи му да буду пријатељи. Микици се то не допада и тражи савет од сликара Леона. Леон му каже да је право решење за њега да се понаша као алфа мужјак.                                               |                    |        |             |                             |                    |
| 113 | 18                 |        | Елмир Јукић | Зорица Цвијетић             | 17. јануар 2024.   |
| На зиду зграде у којој живи Милева неко је написао графит с увредљивим садржајем. Управник зграде, Стеван Лисичић, не би да пријави тај случај полицији, већ да они сами пронађу изгредника. Милева не искључује могућност да је неко из зграде написао тај графит. Као првоосумњиченог, Милева помене Микицу за којег претпоставља да је то написао да би се осветио њеној ћерци, Наталији.                                                                 |                    |        |             |                             |                    |
| 114 | 19                 |        | Елмир Јукић | Огњен Обрадовић             | 18. јануар 2024.   |
| Соња се пијана врати с ноћног провода не сплаву, што непријатно изненади њену мајку Наталију и баку Милеву. Наталија би одмах да организује психијатријски преглед Соње код доктора Марића. С друге стране, њихов комшија Микица је престао да пуши и одлучио да се посвети здравом животу, што изазове недоумице код Наталије. |                    |        |             |                             |                    |
| 115 | 20                 |        | Елмир Јукић | Огњен Обрадовић             | 19. јануар 2024.   |
| Милева се укључи у рекламну кампању за популаризацију Јециног фризерског салона. Да би пружила праву помоћ у тој акцији, Милева почне да се облачи младалачки и научи жаргонске изразе пуне англицизама. И не желећи, Милева постане популарна инфлуенсерка и ТикТок звезда, што у великој мери подигне њено самопоуздање. |                    |        |             |                             |                    |
| 116 | 21                 |        | Елмир Јукић | Зорица Цвијетић             | 22. јануар 2024.   |
| Ветеринар Васа објави оглас - хоће да изда свој стан и оде у Канаду, јер не може да пронађе запослење. Међутим, управник зграде, Стеван Лисичић, оштро се противи томе, јер се не издаје стан пред, како он сматра, почетак Трећег светског рата. Лисичић ту идеју сматра шизофреном, Васа не би требало да издаје родну груду. |                    |        |             |                             |                    |
| 117 | 22                 |        | Елмир Јукић | Зорица Цвијетић             | 23. јануар 2024.   |
| Депресивни ветеринар Васа одлучио је да напусти Београд и врати се у Канаду. Упркос наговарањима суседа не одустаје од своје намере. Спаковао се за пут, али се поколеба када види да је жена која је изнајмила његов стан атрактивна певачица, Звездана. Занесени Васа одустане од одласка у Канаду, и замоли комшију, сликара Леона, да му дозволи да се пресели код њега.                                                                                 |                    |        |             |                             |                    |
| 118 | 23                 |        | Елмир Јукић | Зорица Цвијетић             | 24. јануар 2024.   |
| Атрактивна певачица Звездана, која је напустила свог посесивног мужа Симона, унела је пометњу међу мушкарцима који живе у Ранкеовој број 12. За њу су заинтересовани ветеринар Васа и сликар Леон, али се њој допада Дача, власник оближњег кафића "Таволино“. Дача се, међутим, држи на дистанци, јер не жели да упадне у љубавну везу за коју претпоставља да нема перспективу.                                                                            |                    |        |             |                             |                    |
| 119 | 24                 |        | Елмир Јукић | Зорица Цвијетић             | 25. јануар 2024.   |
| На врата ветеринара Васе покуцала је старија жена која му каже да је он биолошки отац њеног детета, зачетог вантелесном оплодњом. Она с пуно ентузијазма очекује да заснује породицу са њим и да заједно одгајају бебу, али Васи не пада на памет да се везује са њом. Да би нашао решење за свој проблем, Васа оде по савет код Милеве. |                    |        |             |                             |                    |
| 120 | 25                 |        | Елмир Јукић | Милена Деполо               | 26. јануар 2024.   |
| После боравка у Бечу, Цока се вратила у Београд. Није сигурна како ће да је прими Јеца чију је фризерску радњу изненада напустила. Цока хоће да се поново запосли код Јеце, а да би је одобровољила каже јој да ће користити своју нову методу коју је назвала Цока акупунктура. Невоље наступе када комшинице из Ранкеове 12 почну да се свађају ко ће први бити подвргнут новом Цокином третману.                                                          |                    |        |             |                             |                    |
| 121 | 26                 |        | Елмир Јукић | Жељко Хубач                 | 29. јануар 2024.   |
| Усплахирени ветеринар Васа долази код Милеве да му помогне да се ослободи агресивне Ратке, Жанине рођаке. Ратка је разочарана што Васа не реагује на одговарајући начин на њену емотивну наклоност. Милева нема право решење за Васин проблем. Да би некако смирио љутиту Ратку, власник кафића "Таволино", Дача, стави јој седатив у пиво. |                    |        |             |                             |                    |
| 122 | 27                 |        | Елмир Јукић | Нађа Петровић и Жељко Хубач | 30. јануар 2024.   |
| Адвокат Микица разочаран је својим животом. Има четрдесет две године и још живи код маме, а емотивна веза са Милевином ћерком, Наталијом, никако да се стабилизује. Промена се догоди када једног јутра Микица дође код комшије, сликара Леона, да му разреши дилему: требало би да се нађе са две девојке, а он не зна коју да одабере. Леон га посаветује да се нађе и са једном и са другом девојком.                                                     |                    |        |             |                             |                    |
| 123 | 28                 |        | Елмир Јукић | Жељко Хубач                 | 31. јануар 2024.   |
| Дачу, власника кафића "Таволино“, прати лоша репутација због послова обављених у Италији. Због тога има проблема са нашим судом, јер је његов досије стигао у Србију. Дачи, у вези проблема са судом, може да помогне адвокат Миливоје. Иначе, Миливоје је отац Данета, неспособног конобара који ја запослен у Дачином кафићу. Као компензацију, Миливоје захтева од Даче да дуплира плату Данету.                                                          |                    |        |             |                             |                    |
| 124 | 29                 |        | Елмир Јукић | Жељко Хубач                 | 1. фебруар 2024.   |
| Соња студира новинарство. Потребно је, за потребе полагања испита, да интервјуише неку занимљиву личност. Соња је за свој рад одабрала Дачу, власника кафића "Таволино“, који има мутну криминалну прошлост. У току разговора, Соња жели да чује што више детаља о Дачиним проблемима са законом, али он јој се представља као неко ко је био прогањан због својих дисидентских активности.                                                                  |                    |        |             |                             |                    |
| 125 | 30                 |        | Елмир Јукић | Жељко Хубач                 | 2. фебруар 2024.   |
| Цока је у проблему. Порески инспектор Бели је уцењује. Очекује од ње да ступе у кратку сексуалну авантуру, а заузврат ће јој омогућити да легализује своју кућу. Милева хоће да помогне Цоки тако што направи компромитујуће снимке Белог. С друге стране, супруга Белог, заљубљена је у сликара Леона, који је нацртао њен акт. |                    |        |             |                             |                    |
| 126 | 31                 |        | Елмир Јукић | Жељко Хубач                 | 5. фебруар 2024.   |
| Наталија се налази у великој дилеми. Отвара јој се могућност да постане директорка школе у којој ради. Није сигурна да ли има довољно самопоуздања да прихвати ту дужност. Толико је преоптерећена том ситуацијом да заборави на рођендан своје ћерке Соње. Милева, с друге стране, пуном снагом ради на кампањи да наставнички кадар прихвати Наталију као нову директорку школе.                                                                           |                    |        |             |                             |                    |
| 127 | 32                 |        | Елмир Јукић | Жељко Хубач                 | 6. фебруар 2024.   |
| Управнику зграде, Стевану Лисичићу, изненада је позлило. Прочитао је писмо и то га је потпуно срушило. Уверен је да је управо доживео срчани удар. Тражи од своје жене Марте папир и оловку с намером да напише тестамент. Лисичић у једном тренутку скочи из кревета и закаже хитну седницу скупштине станара. |                    |        |             |                             |                    |
| 128 | 33                 |        | Елмир Јукић | Жељко Хубач                 | 7. фебруар 2024.   |
| Управник зграде, Стеван Лисичић, не жели да иде у бању на опоравак. Уверен је да је његова снага велика, али се укочи и његова жена Марта га наговара да њих двоје заједно оду у бању. Лисичић се брине ко ће водити рачуна о згради док је он одсутан. Његов нећак, Звонко, нуди се да га замени, што му је и прилика да седам дана остане у стану заједно са Соњом, Милевином унуком.                                                                      |                    |        |             |                             |                    |
| 129 | 34                 |        | Елмир Јукић | Жељко Хубач                 | 8. фебруар 2024.   |
| Милева је заказала породични састанак. Она је забринута због тога што имају финансијских проблема. За Милевину ћерку, Наталију, већа је невоља то што њена ћерка, Соња, хоће да се пресели на недељу дана код Звонка, рођака Стевана Лисичића, управника зграде. Милеви не смета Соњих план, јер се то уклапа у њену идеју да изда собу у њиховом стану на годину дана.                                                                                      |                    |        |             |                             |                    |
| 130 | 35                 |        | Елмир Јукић | Жељко Хубач                 | 9. фебруар 2024.   |
| Породица Милеве Мајсторовић никако не може да изађе из финансијских проблема. Додатну невољу јој представља и то што се неколико комшија, због нестанка струје, уселило у њихов стан. Изненадни добитак, Милеви стиже од Јоване која јој је из Немачке донела пет хиљада евра. То је новац који је Милеви тестаментом наменила Јованина мајка, Јадранка. |                    |        |             |                             |                    |
| 131 | 36                 |        | Елмир Јукић | Огњен Обрадовић             | 12. фебруар 2024.  |
| Сликар Леон није задовољан због тога на који начин околина прихвата његов уметнички рад. Боји се да је постао старомодан. Мирела, власница маркетиншке агенције, не жели да прихвати Леонове слике за изложбу коју припрема. Чак ни историчарка уметности, која је Леонова љубавница, нема разумевања за његове радове. Леон помаже комшији Стевану Лисичићу да и он научи да црта, али се испостави да Стеван има више уметничке инспирације од Леона.      |                    |        |             |                             |                    |
| 132 | 37                 |        | Елмир Јукић | Милица Недељковић           | 13. фебруар 2024.  |
| Милева се налази у озбиљним финансијским проблемима. Дугови су јој се нагомилали и мисли да је боље да оде у затвор. Милева се спаковала и чека да дођу и да је одведу у затвор. Милевина унука, Соња, има идеју која ће да реши њихове проблеме – отвориће страницу на интернету и организоваће Милевино гледање у шољу. |                    |        |             |                             |                    |
| 133 | 38                 |        | Елмир Јукић | Нађа Петровић и Жељко Хубач | 14. фебруар 2024.  |
| Код Соње је дошао Оливер, професор француског језика, да је спреми за испит за који она није расположена да много учи. Оливерови педагошки методи су помало необични, што изазове сумњу код Наталије, Соњине мајке. Оливеров начин "подучавања“ је, међутим, прозаичан. Соња би имала бубицу у уху током испита, а Оливер би јој саопштавао тачне одговоре.                                                                                                  |                    |        |             |                             |                    |
| 134 | 39                 |        | Елмир Јукић | Жељко Хубач                 | 16. фебруар 2024.  |
| Умро је Софроније Кобац, Цветин стриц. Милева је видела да је у новинама изашла лоша Софронијева фотографија, па се ангажује да напише тестамент и потражи своју лепу фотографију која ће бити искоришћена за њену читуљу. Испоставило се, међутим, да је Софроније, који је радио као лекар, преминуо на необичан начин, у хотелској соби, у друштву Јулке, младе медицинске сестре.                                                                        |                    |        |             |                             |                    |
| 135 | 40                 |        | Елмир Јукић | Жељко Хубач                 | 16. фебруар 2024.  |
| Милева прави списак људи који би требало да дођу на њену сахрану. Прави и списак оних који никако нису пожељни на њеној сахрани. Цветин стриц, Софроније Кобац изненада је преминуо, у друштву Јулке, рођаке Стевана Лисичића. Са Софронијевог мобилног телефона стижу претеће поруке Јулки, Цвети и Стевану Лисичићу. Њихово узнемирење је додатно проузроковано чињеницом да је Софронијев мобилни телефон закопан заједно са њим.                         |                    |        |             |                             |                    |